# Pebermynte
Pebermynte (Mentha x piperita), er en staude, som er en krydsning mellem vandmynte og grøn mynte. Som nytteplante er den mest kendt for duften, men blomsterne er også værd at lægge mærke til.

## Anvendelse
Pepermynte bruges som smags- og duftsætter til f.eks. slik, tandpasta, tyggegummi og tørret som te. Den kan bruges som nydelse eller medicinsk, da den er stimulerende, fordøjelsesfremmende og modvirker tarmluft, ligesom den skulle lindre hovedpine. Mynte fremmer dannelse af mavesyre.